# البرقي
قرية البرقى هي إحدى القرى التابعة لمركز الفشن في محافظة بني سويف في جمهورية مصر العربية. حسب إحصاءات سنة 2006، بلغ إجمالي السكان في البرقى 5000 نسمة، منهم 2564 رجل و2436 امرأة.